# 太莪乡
太莪乡，是中华人民共和国甘肃省庆阳市合水县下辖的一个乡镇级行政单位。

## 行政区划
太莪乡下辖以下地区：
北掌村、关良村、太莪村、黑木村、罗塬村、邢家坪村和拓儿塬林场。